# Дак, Кирби
Кирби Дак (англ. Kirby Dach; род. 21 января 2001, Форт-Саскачеван, Альберта, Канада) — канадский профессиональный хоккеист. Центрфорвард клуба НХЛ «Монреаль Канадиенс». Выступал за молодёжную сборную Канады. Дак был выбран «Блэкхокс» под третьим общим номером на Драфте НХЛ 2019 года.

## Карьера
Во время драфта Западной хоккейной лиги (WHL) 2016 года Дак был выбран под 2-м номером клубом «Саскатун Блейдз». До окончания сезона Кирби успел сыграть девятнадцать игр, набрав десять очков. Следующий сезон, ставший для него первым полноценным во взрослом хоккее, Дак провёл успешно — в 52 матчах он записал семь забитых шайб и оформил 39 голевых передач.
В январе 2019 года Дак был назначен альтернативным капитаном «Блейдз» на оставшуюся часть сезона. Также он стал капитаном команды Бобби Орра в выставочном матче лучших молодых игроков НХЛ и Канадской хоккейной лиги. Команда Орра обыграла команду Черри со счетом 5:4, при этом Дак записал на свой счёт одну передачу. Он закончил сезон с 25 голами и 48 передачами в 62 играх.
8 июля 2019 года Кирби Дак подписал 3-летний контракт новичка с «Чикаго Блэкхокс».
Дак дебютировал в НХЛ 20 октября 2019 года против «Вашингтон Кэпиталз». 22 октября 2019 года Дак забил свой первый гол в НХЛ в ворота Марка-Андре Флери из команды «Вегас» (2:1). В регулярном чемпионате НХЛ Дак набрал 23 очка (8+15) в 64 матчах. В плей-офф он забросил одну шайбу и сделал пять результативных передач в 9 матчах.

### В сборной
В 2018 году Дак был включён в состав канадской молодёжки на престижном турнире Кубок Глинки / Гретцки, где он забил 2 гола и оформил 5 передач в 5 играх первенства. В матче за золотые медали против Швеции Дак забил гол в первом периоде, что помогло сборной Канады одержать победу со счётом 6:2.
Дак должен был отправиться в составе сборной на молодёжный чемпионата мира по хоккею 2021 года, где он был назначен капитаном, но 23 декабря в единственном предтурнирном матче Канады против сборной России Дак столкнулся с российским нападающим Ильёй Сафоновым и был вынужден завершить матч досрочно. Рентгеновские снимки позднее подтвердили, что Кирби получил перелом запястья и пропустит МЧМ.